# Bocklarudstjärnet
Bocklarudstjärnet var en sjö, nu våtmark i Åmåls kommun i Dalsland och ingår i Göta älvs huvudavrinningsområde.